# Ancistrorhynchus akeassiae
Ancistrorhynchus akeassiae là một loài thực vật có hoa trong họ Lan. Loài này được Pérez-Vera mô tả khoa học đầu tiên năm 2003.